# دوسان فوكشيفيتش
دوسان فوكشيفيتش (باليونانية: Ντούσαν Βούκσεβιτς)‏ مواليد 14 نوفمبر 1975 في سراييفو، جمهورية البوسنة والهرسك الاشتراكية، هو لاعب كرة سلة يوناني معتزل. بدأ مسيرته الاحترافية في سنة 1993. اعتزل اللعب في 2012.

## المسيرة الاحترافية
لعب مع ريد ستار من سنة 1993 إلى 1995، ثم لعب مع أولمبياكوس من سنة 1997 إلى 2001، ثم لعب مع ريال مدريد لكرة السلة في الدوري الإسباني في موسم 2001–2002، ثم لعب مع منز سانا 1871 باسكت من سنة 2002 إلى 2004، ثم لعب مع أولكرسبور في سنة 2005، ثم لعب مع أولمبيا ميلانو في الدوري الإيطالي في سنة 2005، ثم لعب مع فيرتوس بالاكانسترو بولونيا في موسم 2006–2007، ثم لعب مع أولمبيا ميلانو في الدوري الإيطالي في موسم 2007–2008.

## روابط خارجية
- دوسان فوكشيفيتش على موقع الاتحاد الدولي لكرة السلة (الإنجليزية)
- دوسان فوكشيفيتش على موقع الدوري الأوروبي لكرة السلة (الإنجليزية)
- دوسان فوكشيفيتش على موقع الدوري الإسباني لكرة السلة (الإسبانية)
- دوسان فوكشيفيتش على موقع كرة السلة الأوروبية.كوم (الإنجليزية)
- دوسان فوكشيفيتش على موقع ريلجم (الإنجليزية)
- دوسان فوكشيفيتش على موقع بروبوليرز (الإنجليزية)
- دوسان فوكشيفيتش على موقع سبورتس رفرنس (الإنجليزية)